# The Washington Times
The Washington Times è un quotidiano pubblicato a Washington.
Fondato nel 1982 da Sun Myung Moon, leader della Chiesa dell'unificazione, ha una linea editoriale di stampo conservatore. L'editore è Wesley Pruden.